# Vaadeskud
Vaadeskud er en dansk stum dramafilm fra 1908 produceret af Nordisk Films Kompagni og instrueret af Viggo Larsen efter manuskript af Arnold Richard Nielsen.
Filmen havde dansk premiere den 7. marts 1908 i Biograf-Theatret i København.

## Handling
Denne artikel mangler et handlingsreferat. Hjælp os med at skrive det.